# Vaporul lui Emil (film)
Vaporul lui Emil (titlul original: în franceză Le bateau d'Émile) este un film de comedie dramatică franco-italian, realizat în 1962 de regizorul Denys de La Patellière , după romanul omonim a scriitorului Georges Simenon, protagoniști fiind actorii Lino Ventura, Annie Girardot, Michel Simon, Pierre Brasseur. 

## Conținut
Charles-Edmond, cel mai mare dintre frații Larmentiel, se întoarce după 40 de ani la familia sa în La Rochelle și începe să caute, prin intermediul unui notar, fiul pe care l-a avut cu o angajată a tatălui său. El descoperă că acesta, acum un bărbat de 40 de ani, poartă numele de Emil Bouet și locuiește cu fosta cântăreață Fernande. Este un tip certăreț care trăiește din pescuit având propria sa șalupă. François, fratele lui Charles, este constrâns să-l angajeze pe Emil la compania familială, dar mai degrabă ar dori ca el să se căsătorească cu fiica sa, astfel încât, la moartea lui Charles, capitalul să nu iasă din sfera familiei și de sub controlul său. La început, Emil este tentat și chiar se pregătește să o omoare pe Fernande, dar apoi renunță la iluziile unei noi vieți și revine la cea obișnuită... 

## Distribuție
- Lino Ventura – Emil Bouet
- Michel Simon – Charles-Edmond Larmentiel
- Pierre Brasseur – François Larmentiel
- Annie Girardot – Fernande Malanpin
- Édith Scob – Claude Larmentiel
- Jacques Monod – Maître Lamazure
- Joëlle Bernard – Camille, proprietarul bistroului
- Roger Dutoit – patronul bistroului
- Roger Pelletier – Simon Mougin
- Etienne Bierry – Marcelin
- André Certes – Lucien Beauvoisin
- Jean Solar – Albert Vicart
- Marcel Bernier – Plevedic
- Maurice Derville – Léon
- Dominique Davray – patroana Mistigrisului
- Éric Vasberg – un bărbat la cabaret
- André Dalibert – jandarmul
- Jacques Hilling – vânzătorul de discuri
- Colette Teissèdre – călugărița
- Jean-Louis Tristan – majordomul hotelului
- Guy Humbert – agentul
- Pierre Vielhescaze – comerciantul de radiouri
- Yves Gabrielli – angajatul de la Air France
- Jean Gaven – un pescar
- Marc Arian – consumatorul cu beretă
- Philippe Desboeuf – medicul
- Maurice Magalon – ospătarul
- Henri Rondel – un agent

## Aprecieri
„ Regal de actori care strălucesc stimulați de dialogurile scânteietoare ale lui Michel Audiard. ”— T. Caranfil , Dicționar universal de filme